# ブナオ峠
ブナオ峠（ブナオとうげ）は、富山県南砺市にある峠である。標高は987 m。主要地方道である富山県道54号福光上平線が走っているが、峠の西側（小矢部川流域）の道路は通行止めとなっていることが多い。
かつての塩硝街道とよばれる五箇山で産出した塩硝を金沢まで運ぶルートは、この峠を通行していた。大門山や奈良岳などの登山口でもあり、野営場や駐車場が設けられている。

## 特徴
南砺市の旧上平村の打越地区と旧福光村の刀利地区にまたがる峠である。ブナオという名の通り、峠の西側斜面などでは、富山県有数の規模のブナ純林が見られる。
小矢部川水系と庄川水系の分水嶺をなし、峠上の平坦地には駐車場や野営場、大門山・奈良岳方面への登山道入り口がある。
白山国立公園内にあり、ブナオ峠は公園と普通地域の境界にあたる。

## 歴史
かつての、五箇山で産出した塩硝を金沢まで運ぶ塩硝街道の一部であり、五箇山地方 - 福光町と結ぶ交通路として利用されていた。

## 地名の由来
峠の周囲にブナが多く自生したことによるとされる。

## 自然
原生林もしくはそれに近い自然林として、「ブナオ峠のサワグルミ群落」「ブナオ峠のヤマハンノキ群落」が富山県の特定植物群落に指定されている。